# Verwaltungsgemeinschaft Schwarzach
Die Verwaltungsgemeinschaft Schwarzach liegt im niederbayerischen Landkreis Straubing-Bogen und wird von folgenden Gemeinden gebildet:
1. Mariaposching, 1435 Einwohner, 19,61 km²
2. Niederwinkling, 2964 Einwohner, 25,65 km²
3. Perasdorf, 523 Einwohner, 16,04 km²
4. Schwarzach, Markt, 2940 Einwohner, 33,22 km²

Sitz der 1978 gegründeten Verwaltungsgemeinschaft ist Schwarzach.